# Silvester Goraseb
Silvester Goraseb (ur. 9 lipca 1974) – namibijski piłkarz grający na pozycji pomocnika.

## Kariera klubowa
Całą swoją karierę piłkarską Goraseb spędził w klubie Black Africa z Windhuku. W 1992 roku zadebiutował w nim w namibijskiej Premier League i grał w nim do końca sezonu 2008/2009. Wraz z tym klubem wywalczył cztery tytuły mistrzostwa Namibii w sezonach 1993/1994, 1994/1995, 1997/1998 i 1998/1999. Zdobył też Puchar Namibii w sezonie 1992/1993.

## Kariera reprezentacyjna
W reprezentacji Namibii Goraseb zadebiutował 4 września 1994 roku w przegranym 0:2 meczu kwalifikacji do Pucharu Narodów Afryki 1996 z Angolą. W 1998 roku został powołany do kadry na Puchar Narodów Afryki 1998. Rozegrał na nim dwa spotkania: z Wybrzeżem Kości Słoniowej (3:4) i z Republiką Południowej Afryki (1:4). W kadrze narodowej grał do 2002 roku. Rozegrał w niej 60 meczów i strzelił 7 goli.